# História de São Mateus (Espírito Santo)
São Mateus é o segundo município mais antigo e sétimo mais populoso do estado do Espírito Santo, Brasil. Foi fundado em 21 de setembro de 1544, recebendo autonomia municipal apenas em 1764. Originalmente, chamava-se Povoado do Cricaré, sendo rebatizado no ano de 1566 pelo padre José de Anchieta para o nome de São Mateus. Sua população atual gira em torno dos 121 mil habitantes, sendo considerado um marco na colonização do solo do Espírito Santo.
É considerado o município com a maior população negra do estado. Tal fato se dá, pois, até a segunda metade do século XIX, o Porto de São Mateus era uma das principais portas de entrada de negros no Brasil. Também há a forte presença de italianos, que são responsáveis pela colonização de grande parte dos sertões mateenses.

## Primórdios e colonização

### Período pré-cabralino

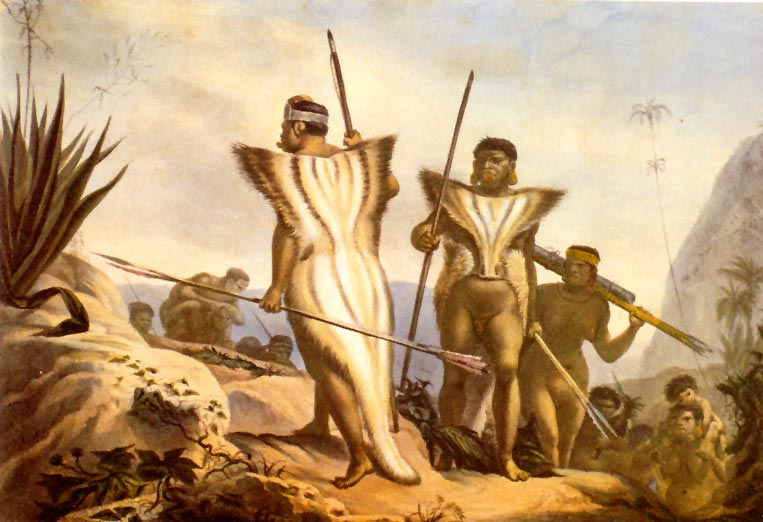
Família de índios Aimorés.

Antes do início da colonização portuguesa a região de São Mateus era habitada por índios Aimorés, também conhecidos como Botocudos. Urnas funerárias encontradas na região de Barra Nova, na década de 1960, além de peças de cerâmica encontradas em uma escavação ao lado do Hospital Roberto Silvares, em 1998, são atribuídas a etnia Tupi, da qual os aimorés fazem parte, e são datados como sendo do período que vai do século X até o século XVI.
Há relatos em manuscritos, que datam do início da colonização, que havia nessa região a incidência de índios antropófagos. Estes índios não sabiam nadar, como os demais índios Tupis, mas remavam com habilidade e manuseavam argila com destreza.
As tentativas dos padres jesuítas em tentar catequizar os indígenas foram fracassadas. Afonso Brás, primeiro missionário do Espírito Santo, afirmou, em carta de 1551, que após receberem o batismo os índios fugiam e voltavam ainda piores, tornando a cultuar suas crenças e a praticar seus costumes.

### Chegada dos primeiros colonizadores

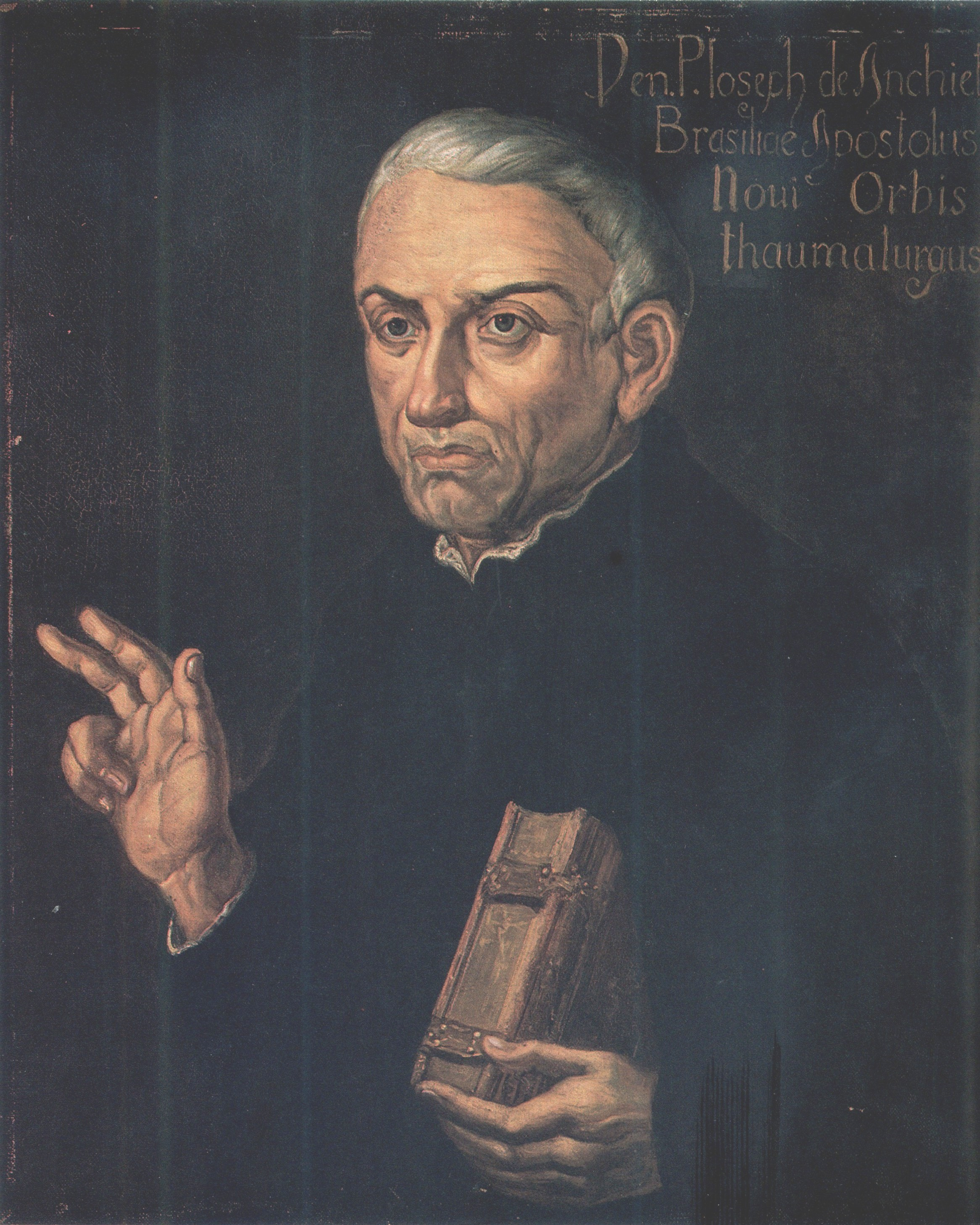
Padre José de Anchieta.

Não há data precisa da chegada dos primeiros colonos, nem a indicação dos seus nomes, mas, pela tradição oral, os primeiros colonizadores portugueses chegaram a São Mateus por volta de 1544. Há notícias de que, sobressaltados com as freqüentes investidas dos índios, os colonos de Vasco Fernandes Coutinho dividiram-se em grupos abandonando a Capitania, fugindo para as capitanias mais próximas, ou dirigindo-se ao interior. Alguns desses colonos poderiam ter rumado para o norte, em direção ao Rio São Mateus.
A falta de informação sobre os primeiros anos da colonização faz com que muitos historiadores levantem hipóteses, nem sempre prováveis. Uma delas é que o povoamento de São Mateus poderia ter-se iniciado com a chegada de náufragos. Na história do Padre José de Anchieta lê-se que, ao passar pelo Rio São Mateus, em 1596, celebrou missa para alguns náufragos. Carece, no entanto, de documentação para tornar-se fato histórico.
Para o historiador Eduardo Durão Cunha, o mais provável era que os primeiros colonos devam ter vindo da vizinha Capitania de Porto Seguro, cujo donatário era Pedro do Campo Tourinho. Pode-se afirmar, no entanto, que a documentação histórica que registra a presença mais remota de portugueses na região é a que trata da Batalha do Cricaré, ocorrida em fins de janeiro de 1558. Outra é a narração epistolar de uma viagem e missão jesuítica do padre Fernão Cardin que veio a Vila de Sam Matheus, em setembro de 1583.

### Colonização italiana
O estado do Espírito Santo foi o primeiro a receber uma grande leva de imigrantes italianos, por volta do ano de 1874. Estes colonos tinham por motivação as grandes mudanças políticas enfrentadas pela Europa no princípio do século XIX. Estas mudanças geraram conflitos internos na Itália, com consequências drásticas para o povo, em especial, os que habitavam as regiões limítrofes do norte deste pais.
Concomitantemente a isto, havia o fato da recente abolição da escravatura no ano de 1888, o que culminou na escassez de mão de obra especializada para o trabalho nas lavouras de café.
Em São Mateus, a primeira leva de italianos desembarcou no Porto no ano de 1887, a pedidos do Barão dos Aymorés que, precavendo-se da eminente abolição da escravatura, solicita então ao consulado da Itália no Brasil, imigrantes para trabalharem em sua fazenda, às margens da Cachoeira do Cravo, no Rio São Mateus.
Sucessivos desembarques trazendo imigrantes italianos ocorreram no antigo porto até o fim do século XIX. Quando aqui chegavam, recebiam tratamento semelhante aos que os negros escravos recebiam. Sendo assim, eram colocados em praça pública a fim de serem escolhidos pelos senhores de terra, sendo obrigados a passar pelo vexame de estenderem as mãos para os fazendeiros analisarem. Os que possuíam mãos grossas e calejadas eram levados para o trabalho nas fazendas, sendo que, os que possuíam mãos finas, eram taxados de preguiçosos e deixados a própria sorte no porto.
No entanto, várias famílias que desembarcaram no município foram encaminhadas para um assentamento às margens do Córrego Bamburral.

## Formação administrativa

### Elevação do povoado a Vila
Com a descoberta de ouro em Minas Gerais, a partir da segunda metade do século XVII, o governo português, percebendo a possível ameaça de perda de controle das mesmas, resolveu tomar providências para evitar a subida de aventureiros e busca do ouro.
Em 1764, o então ouvidor da Capitania de Porto Seguro, Thomé Couceiro de Abreu, seguindo recomendações da Coroa Portuguesa, apos vários levantamentos, ultrapassou os limites territoriais de sua capitania e tomou as medidas necessárias para a elevação da povoação à categoria de vila, entendendo que tal ação seria necessária para que fosse evitada a invasão por intrusos através do Rio São Mateus, das minas de ouro recém descobertas. O nome escolhido, Villa Nova do Rio de Sam Matheus, foi o mesmo dado por Anchieta. Esse fato se deu no dia 27 de setembro de 1764..
No ano da elevação a categoria de vila, a povoação de São Mateus, que ficava no alto do planalto, já contava com duas ruas ladeando a Igreja Matriz. Delas partiam quatro travessas que iam até o Córrego da Bica, na época chamado de Córrego do Mato. Nessas duas ruas havia poucas casas de alvenaria, onde moravam os mais ricos, geralmente proprietários de terra. Os outros, com menos poder aquisitivo e prestigio político e social, moravam em casas de taipa. Escravos, serviçais e agregados moravam nas travessas.
Por essa época, a Capitania do Espírito Santo estava sendo administrada diretamente pela Coroa Portuguesa As dificuldades eram tantas que os donatários não conseguiram dar conta de tão árdua tarefa. Bem por isso que o povoado foi elevado a categoria de vila, sendo submetido, a partir de então, a Capitania de Porto Seguro, até janeiro de 1823. Dentre as providencias tomadas estavam a medição de ruas, a construção da casa de câmara e cadeia e implantação de um pelourinho.

### Criação do município
Em 3 de abril de 1848, através de decreto do Presidente da Província do Espírito Santo, Dr. Luiz Pedreira de Couto Ferraz, a Vila Nova do Rio São Mateus foi elevada a cidade, com o mesmo nome que foi dado pelos primeiros colonizadores: São Mateus.
O povo mateense tomou conhecimento desta notícia depois do dia 13 de abril de 1848, quando foi encaminhada correspondência a Câmara municipal comunicando o fato. Para comemorar o importante acontecimento uma grande festa foi realizada nos dias 21, 22 e 23 do mesmo mês e ano.
Ao ser elevado a categoria de município, o território de São Mateus totalizava uma área de 13.588 km², o que correspondia a 29,8% do território capixaba. A criação da comarca aconteceu em 23 de março de 1853.
O município de Conceição da Barra foi o primeiro a se emancipar politicamente de São Mateus, ainda no século XIX. Outros desmembramentos só vieram ocorrer no século XX, quando Barra de São Francisco foi emancipado através do decreto de lei 15.177 de 31 de dezembro de 1943. Em seguida veio Nova Venécia que foi emancipada através da Lei Estadual n°767 de 11 de dezembro de 1953. A emancipação de Boa Esperança, por força da Lei Estadual n° 1912, foi em 28 de dezembro de 1963. Por último Jaguaré, em 13 de dezembro de 1981, através da lei n° 3445.